# خداوندگار روشنایی
خداوندگار روشنایی (به انگلیسی: Lord of Light)، رمانی است در زمینهٔ خیال‌پردازی علمی از راجر زلازنی که اولین بار در سال ۱۹۶۷ به چاپ رسید و موفق شد نامزد جایزه نبولا و برندهٔ جایزه هوگو برای بهترین رمان در سال ۱۹۶۸ شود. دو فصل از این رمان به عنوان داستان کوتاه در مجلهٔ علمی‌تخیلی و فانتزی سال ۱۹۶۷ چاپ شد.
داستان آن در آینده‌ای بسیار دور می‌گذرد که انسان‌هایی در گذشته موفق به مهاجرت به سیاره‌ای شده‌اند و امروزه با در اختیار داشتن تمامی تکنولوژی‌های پیشرفته، نام‌های خدایان هندو را بر خود گذاشتند و با برخورداری از زندگی جاودان و مرفه در شهری آسمانی، مردمان عادی را به پرستش و اطاعت از خود واداشته‌اند. اما یکی از این خدایان (که نام بودا یا خداوندگار روشنایی یا سَم را برخود دارد) علیه دیگر خدایان قیام کرده و خواستار برابری تمام انسان‌ها و استفادهٔ یکسان همهٔ آن‌ها از تکنولوژی می‌شود.

## شخصیت‌های اصلی
- سَم - در زندگی‌های پیشین بسیاری در نقش خدایان و با القابی همچون کالکین، میتریا، خداوندگار روشنایی، مانجوسری و دربندکنندهٔ دیوان ظاهر شده‌است. او از اولین انسان‌هایی است که به سیاره پا گذاشته و کسی است که توانسته برخی از ساکنان پیشین سیاره (دیوها) را به تنهایی شکست داده و در چاهی در دل کوهی بزرگ به بند کشد. او کسی است که اندیشه برابری انسان‌ها و خدایان را مطرح می‌کند و در این راه در برابر دیگر خدایان می‌ایستد.
- یاما - خدای مرگ، از نسل سوم مهاجرین، در آغاز دشمن سَم است اما بعدها به اصلی‌ترین متحدش تبدیل می‌شود. دانشمندی نابغه است که پایهٔ بسیاری از سلاح‌ها و تکنولوژی‌های جدید خدایان را گذاشته است. او صاحب قدرت نگاه مرگ‌آور است. او دل به عشق کالی بسته‌است و با بدعهدی او به سَم می‌پیوندد.
- کالی - ایزدبانوی نابودی که با نام‌های دورگا و همسر کالکین هم شناخته می‌شود و از نسل اول مهاجرین است. او برای سده‌ها معشوقه، همسر و همراه سَم بوده‌است و پس از شورش سَم، اصلی‌ترین دشمن اوست.
- تاک - که با نام نیزهٔ تابناک هم شناخته می‌شود یکی از نیمه‌خدایان بود که پس از همراهی با سَم، به صورت میمون به زمین تبعید شد.
- کوبرا - دوست یاما، یکی از خدایانِ لوکاپالا، او در نبرد پایانی به همراه سَم و یاما علیه دیگر خدایان می جنگد.
- راتری - ایزدبانوی شب و دوستِ کوبرا که در نبرد پایانی در کنار سَم با دیگر خدایان می‌جنگد.